# 브링 허 백
"브링 허 백"(영어: Bring Her Back)은 2025년 개봉한 오스트레일리아의 공포 영화로, 대니 필리포와 마이클 필리포가 감독을 맡았다.

## 출연

### 주연
- 샐리 호킨스 : 로라 역
- 빌리 배럿 : 앤디 역

### 조연
- 소라 웡 : 파이퍼 역
- 조나 렌 필립스 : 올리버 역
- 샐리 앤 업튼 : 웬디 역
- 스티븐 필립스 : 필 역
- 미샤 헤이우드 : 캐시 역

## 참고 사항
- 대니 필리푸와 빌 힌즈만은 본작의 대본을 〈톡 투 미〉와 동시에 집필했다. 그러나 초기 초안 단계에서 필리푸 형제의 사촌이 두 살짜리 아이를 잃는 비극을 겪고 각본이 수정되었다고 한다. 이 사건으로 필리푸와 힌즈만은 공포 컨셉으로서의 '슬픔의 순환'에 관심을 가졌고, 샐리 호킨스가 연기한 '로라' 캐릭터의 방향성을 정해줬다.[2] 때문에 로라는 작중에서도 주인공 남매를 갈라치기하며 자신의 목적을 이루고자 하는 빌런으로 묘사되는 한편, 가족을 잃은 슬픔에서 벗어나지 못한다는 안타까운 사연을 가진 사실상의 진주인공으로 묘사되기도 하는 입체성을 지니고 있다.